# یانگلین، شاوشان
یانگلین، شاوشان (به لاتین: Yanglin) یک شهرک در جمهوری خلق چین است که در Shaoshan واقع شده‌است. یانگلین ۵۸٫۸ کیلومتر مربع مساحت و ۲۰٬۶۰۰ نفر جمعیت دارد.